# Abacaria savura
Abacaria savura là một loài Trichoptera trong họ Hydropsychidae. Chúng phân bố ở miền Australasia.